# Ninkasi
Ninkasi byla mezopotámská bohyně piva. Jejím otcem byl Enki a jako matka je uváděna Ninti, královna Abzu. Vychovávala ji Enkiho žena Ninchursag. Ninkasi byla spojována jak s pozitivními zdravotními účinky piva (kvašené nápoje neobsahovaly tolik choroboplodných zárodků jako voda), tak i s neblahými dopady opilosti, proto bývá také uváděna vedle bohyně podsvětí a věznic Manungal. Jako další božstvo spojené s alkoholem se v klínopisných textech objevuje Siraš nebo také Siris z Ebly; není jisto, zda šlo o místní jméno Ninkasi nebo o její sestru, případně manžela. Sumerové věřili, že Ninkasi měla pět potomků.
Jméno Ninkasi je uvedeno v seznamu mezopotámských bohů An = Anum. Její kult je doložen již z raně dynastického období v Šuruppaku a Eridu, v pozdějším období byla spojována především s Nippurem. Výraz Ninkasi je překládán jako „paní, která vaří pivo“ nebo „paní, která plní ústa“. Významnou literární památkou je Hymnus na Ninkasi, datovaný do doby okolo roku 1800 př. n. l. Ninkasi je zmíněna také v mýtu o králi Lugalbandovi a ptáku Anzu. V 1. tisíciletí př. n. l. je Ninkasi uváděna také pod jménem Kurunnitu. 
První doklady o vaření piva pocházejí z Godin Tepe ze 4. tisíciletí př. n. l. Příprava a podávání piva byly v té době ženskou záležitostí. Babyloňané znali nejméně sedmdesát druhů piva.
Podle bohyně je pojmenována planetka 4947 Ninkasi. Americký pivovar Anchor Brewing Company uvařil z ječného chleba, medu a datlí pivo značky Ninkasi, vycházející z rekonstrukce starověké receptury.